# کوین گروکات
کوین گروکات (انگلیسی: Kevin Grocott؛ زادهٔ ۳۱ ژوئیهٔ ۱۹۹۲) بازیکن فوتبال اهل بریتانیا است.
از باشگاه‌هایی که در آن بازی کرده‌است می‌توان به باشگاه فوتبال برتون آلبیون و باشگاه فوتبال واکسول موتورز اشاره کرد.